# Saccardoella canadensis
Saccardoella canadensis är en svampart som beskrevs av Ellis & Everh. 1892. Saccardoella canadensis ingår i släktet Saccardoella, klassen Sordariomycetes, divisionen sporsäcksvampar och riket svampar.   Inga underarter finns listade i Catalogue of Life.